# تونغا
تونغا أو رسمياً مملكة تونغا (بالتونغية: Puleʻanga Fakatuʻi ʻo Tonga) هي أرخبيل يضم 176 جزيرة متناثرة على مساحة قدرها 748 كم2 بقرب من خندق تونغا في جنوب المحيط الهادئ منها 52 مأهولة فقط.
تمتد المملكة على مسافة نحو 800 كم من الشمال إلى الجنوب وتقع في نحو ثلث المسافة بين نيوزيلندا وهاواي. أما أصل التسمية فيعود إلى اللغات البولينيزية حيث تعني كلمة تونغا الجنوب.
تعرف تونغا أيضاً باسم الجزر الودودة بسبب الحفاوة التي تلقاها الكابتن جيمس كوك في أول زيارة له هناك في 1773. صدف أن نزل على تلك الأرض تزامناً مع مهرجان إيناسي وهو يمثل التبرع السنوي بالثمار الأولى لتوي تونغا وهو زعيم كبير للجزر، حيث تلقى كوك دعوة لحضور الاحتفال. وفقاً للكاتب ويليام مارينر، فإن زعماء الجزر أرادوا قتل كوك خلال الحصاد لكنهم لم يتفقوا على خطة.
تونغا أيضاً الأمة الجزيرة الوحيدة في المنطقة التي تجنبت الاستعمار الرسمي. في عام 2010، اتخذت تونغا خطوة حاسمة نحو التحول إلى ملكية دستورية كاملة بعد إصلاحات تشريعية مهدت الطريق لأول انتخابات في تاريخها نجم عنها انتخاب النبيل سيالي أتاونغو تو إيفاكانو كأول رئيس وزراء منتخب ديمقراطياً.

## التاريخ
وفقاً للأدلة التي عثر عليها في الجزر فإن جماعة ناطقة بالأسترونيزية تعرف باسم مجمع ثقافة لابيتا قد وصلت إلى تونغا واستوطنتها حوالي 1500-1000 قبل الميلاد. لا يزال العلماء في نقاش حول فترة الاستيطان الأول لتونغا. لا يعرف الكثير عن تونغا قبل الاتصال الأوروبي لعدم وجود نظام كتابة خلال عصور ما قبل التاريخ. مع ذلك فقد نجا التاريخ الشفوي وسجل بعد وصول الأوروبيين. كان أول اتصال لشعب تونغا مع الأوروبيين في عام 1616 عندما زارت السفينة الهولندية إيندراخت الجزر لفترة قصيرة بهدف التجارة.
نال أهالي تونغا في القرن الثاني عشر بقيادة زعيمهم توي تونغا صيتاً ذائعاً عبر وسط المحيط الهادئ من نييوي وساموا وفيجي الشرقية وروتوما ووالس وفوتونا وكاليدونيا الجديدة إلى تيكوبيا مما دفع بعض المؤرخين إلى الحديث عن إمبراطورية تونغا. في القرن الخامس عشر ومرة أخرى في القرن السابع عشر اندلعت حرب أهلية في الجزر. وصل الأوروبيون للجزر في تلك الحالة ابتداء من عام 1616 مع المستكشفين الهولنديين فيليم شوتين وياكوب لو مير (الذي سمى الجزيرة الشمالية نيواتوبوتابو) وفي 1643 وصل أبل تاسمان (والذي زار تونغاتابو وهاباي). لاحقاً وصل جيمس كوك (البحرية البريطانية) في 1773 و 1774 و 1777 وأليساندرو مالاسبينا (البحرية الإسبانية) في 1793 ومبشرو لندن الأوائل في 1797 والقس الميثودي الويسلي والتر لاوري في 1822.

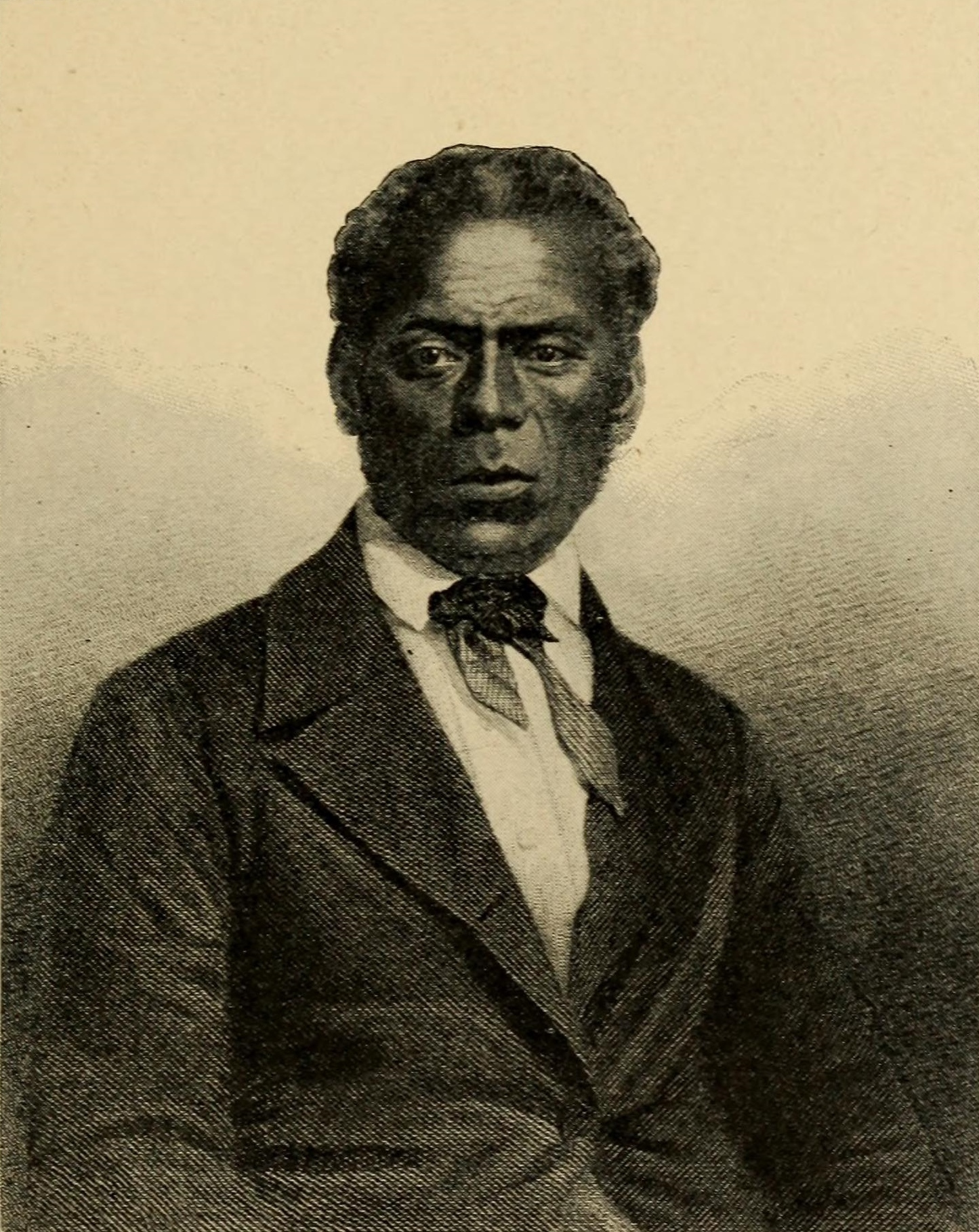
تاوفاهاو ملك تونغا (1845–1893).

في عام 1845 قام الشاب المحارب الاستراتيجي والخطيب تاوفاهاو بتوحيد تونغا في مملكة واحدة. حمل لقب توي كانوكوبولو، لكن جرى تعميده تحت اسم جياوجي («جورج») في عام 1831. في 1875، أعلن تاوفاهاو بمساعدة من المبشير شيرلي فالديمار بيكر تونغا ملكية دستورية واعتمدت رسمياً الطراز الملكي الغربي وحررت العبيد وتم وضع قانون مكتوب وتنظيم حيازة الأراضي وحرية الصحافة ومحدودية سلطة رؤساء القبائل.
أصبحت تونغا محمية بريطانية بموجب معاهدة الصداقة في 18 مايو 1900، عندما حاول المستوطنون الأوروبيين وزعماء القبائل في تونغا الإطاحة بالملك الثاني. ضمن الإمبراطورية البريطانية، لم يمثل بريطانيا في الجزر شخصية أعلى من قنصل دائم (1901-1970)، وشكلت تونغا جزءاً من الأقاليم البريطانية غرب المحيط الهادئ (تحت حكم مفوض سامي استعماري مقيم في فيجي) من 1901 حتى 1952. وعلى الرغم من كونها تحت حماية بريطانيا، فإن تونغا هي الأمة الوحيدة في المحيط الهادئ والتي لم تتخلى أبداً عن حكومتها الملكية كما فعلت تاهيتي وهاواي. النظام الملكي في تونغا، وذلك خلافا للمملكة المتحدة، يتبع سلالة ملكية واحدة منذ إنشائه ومن دون انقطاع من عائلة واحدة. في عام 1918، تسبب وباء الانفلونزا الذي انتشر عبر العالم في وفاة 1,800 شخص في تونغا وهم حوالي 8٪ من السكان.
انتهت معاهدة الصداقة ووضع تونغا كمحمية في 1970 في إطار ترتيبات وضعتها الملكة سالوتي توبو الثالثة قبل وفاتها في 1965. انضمت تونغا إلى دول الكومنولث في 1970 (وهو أمر غير معتاد كونها ملكية بملك غير ملك المملكة المتحدة - قارن ماليزيا وليسوتو وسوازيلاند) وأصبحت عضواً في الأمم المتحدة في سبتمبر 1999. رغم تعرضها للضغوط الاستعمارية فإن تونغا لم تفقد قط حكمها الأصلي، الأمر الذي يجعل من تونغا فريدة من نوعها في منطقة المحيط الهادئ ويعطي الكثير من الفخر للتونغيين، فضلاً عن الثقة في نظامهم الملكي. كجزء من تدابير خفض التكاليف في ميزانية الخدمة البريطانية الخارجية، أغلقت الحكومة البريطانية المفوضية البريطانية العليا في نوكوألوفا في مارس 2006، ونقل تمثيل المصالح البريطانية في تونغا إلى المفوض السامي البريطاني في فيجي. كان آخر المقيمين المندوب السامي البريطاني بول نيسلينغ.

## السياسة
تونغا ملكية دستورية. حل إجلال الملك مكان تقديس الزعيم الأكبر سابقاً توي تونغا. يعد انتقاد العاهل مخالفاً للآداب والثقافة العامة في تونغا. يعيش الملك جورج توبو الخامس وهو سليل مباشر لأول ملك على البلاد مع أسرته وبعض النبلاء ذوي النفوذ وبعض الطبقات غير النخبة المالكة في ثراء كبير بينما تقبع بقية البلاد في فقر نسبي. يخفف من آثار ذلك التفاوت ثلاثة عوامل هي التعليم والصحة وحيازة الأراضي.
توفر تونغا لمواطنيها:
- تعليماً مجانياً وإلزامياً للجميع.
- تعليماً ثانوياً برسوم رمزية.
- تمويلاً لمنح دراسية خارج البلاد للتعليم ما بعد المرحلة الثانوية.

يتمتع التونغيون بمستوى عال نسبياً من التعليم، حيث يبلغ معدل محو الأمية 98.9 ٪،  ومتابعة للتعليم العالي بما في ذلك الدرجات الطبية والدراسات العليا (غالباً خارج البلاد).
توفر تونغا أيضاً رعاية صحية وطنية للجميع. يحمي دستور تونغا ملكية الأرض حيث لا يمكن أن تباع الأراضي للأجانب (على الرغم من إمكانية تأجيرها). على الرغم من وجود عوز في الأراضي في الجزيرة الرئيسية تونغاتابو (حيث يقيم 70 ٪ من السكان) فإنه الأراضي الزراعية متوفرة في الجزر النائية. تشارك الغالبية العظمى من السكان في شكل من أشكال إنتاج الغذاء الكفاف، حيث ينتج ما يقرب من نصف جميع احتياجاتهم الغذائية الأساسية من خلال الزراعة والحصاد البحري وتربية الحيوانات. يتساوى النساء والرجال في الحصول على التعليم والرعاية الصحية وفي العمالة أيضاً إلى حد ما، لكن التمييز ضد المرأة يبرز في عقد الأراضي والسياسة الانتخابية والوزارات الحكومية. مع ذلك فإن النساء في التقاليد التونغية تتمتع بمكانة اجتماعية أعلى من الرجال، وهي سمة ثقافية فريدة بين المجتمعات الجزرية في المحيط الهادئ.
تعزز الحركة المؤيدة للديمقراطية في تونغا الإصلاحات بما في ذلك تحسين تمثيل الشعب في البرلمان وتحسين المساءلة في شؤون الدولة. لا تعد الإطاحة بالنظام الملكي في حد ذاتها جزءاً من الحركة حيث تحوز المؤسسة الملكية على الدعم الشعبي، حتى في الوقت الذي يدعى فيه للإصلاحات في البلاد. حتى وقت قريب، تم تجاهل قضية الحكم عموماً من قبل قادة الدول الأخرى، ولكن المانحين الرئيسيين للمساعدات نيوزيلندا وأستراليا يعبرون عن قلقهم بشأن بعض تصرفات الحكومة التونغية.
قامت حكومة الملك تاوفآهاو توبو الرابع تابعة لخطى الملكة سالوتي ومجلس من العديد من المستشارين الدوليين بتحويل نقدي في الاقتصاد وتعميم النظام الصحي والتعليم وتمكين الشعب من زيادة أشكال الثروة المادية (المنازل والسيارات والسلع الأخرى) والتعليم والسفر إلى الخارج. كما دعمت الحكومة المسابقات الرياضية الأولمبية وغيرها.
أيدت حكومة تونغا «تحالف الراغبين» الأمريكي ضد العراق وتم نشر عدد ضئيل من الجنود التونغيين كجزء من القوة الأمريكية في العراق في أواخر عام 2004. مع ذلك فإن مفرزة من الجنود يبلغ تعدادها نحو 40+ عادت إلى بلادها في 17 ديسمبر 2004. في عام 2007، أرسلت مجموعة أخرى من الجنود إلى العراق في حين أرسلت فرقتان أخرتان خلال عام 2008 لتكونا جزءاً من دعم تونغا المستمر للتحالف. اختتمت هذه المشاركة أخيراً في نهاية 2008 مع عدم الإبلاغ عن أي خسائر تونغية في الأرواح.
ساهمت تونغا أيضاً بقوات من الجيش والشرطة في الصراع في بوغانفيل وفي قوة رامسي بقيادة أسترالية في جزر سليمان.
أصدر الملك السابق تاوفآهاو توبو الرابع وحكومته بعض القرارات الاقتصادية ذات الإشكالية واتهم بإهدار الملايين من الدولارات في استثمارات ضعيفة. كانت معظم المشاكل تدور حول زيادة الدخل القومي من خلال مجموعة متنوعة من المخططات، بما فيها تقديم تونغا كموقع للتخلص من النفايات النووية (وهي فكرة طرحها ولي العهد الحالي في منتصف التسعينات)؛ بيع جوازات سفر تونغية محمية (والذي اضطر تونغا في نهاية المطاف إلى تجنيس المشترين، مما أثار مخاوف عرقية في تونغا)؛  تسجيل السفن الأجنبية (والذي ثبتت مشاركته في أنشطة غير مشروعة بما في ذلك شحنات لتنظيم القاعدة)؛  المطالبة بفتحات فضائية جغرافية مدارية (والتي يبدو أن عائداتها كانت للأميرة الملكية وليس للدولة)؛  عقد طويل الأمد لطائرات بوينغ 757 غير صالحة للاستعمال والتي كانت مهملة في مطار أوكلاند، مما أدى إلى انهيار شركة الخطوط الجوية الملكية التونغية؛  بناء فندق المطار واحتمال بناء كازينو مع شخصية ملاحقة من طرف الانتربول، والموافقة على مصنع لتصدير السجائر إلى الصين (ضد نصيحة المسؤولين الصحيين التونغيين، وعقود من رسائل تعزيز الصحة).
أثبت الملك أنه عرضة للمضاربين بوعود كبيرة وخسر عدة ملايين (قرب 26 مليون دولار) لجيسي بوغدونوف وهو مستشار مالي أطلق على نفسه اسم مهرج بلاط الملك. قامت الشرطة بسجن الزعماء المؤيدين للديمقراطية كما صادرت الحكومة مراراً وتكراراً صحيفة تونغا تايمز (التي كانت تطبع في نيوزيلندا وتباع في تونغا) لأن محرر الصحيفة انتقد جهاراً أخطاء الملك. من الجدير بالذكر أن كيليآ والتي أنتجت خصيصاً لنقد الحكومة وتطبع في تونغا من قبل الزعيم المؤيد للديمقراطية أكيليسي بوهيفا لم تكن محظورة خلال تلك الفترة. تعرض بوهيفا مع ذلك لمضايقات في شكل دعاوى قضائية متكررة.

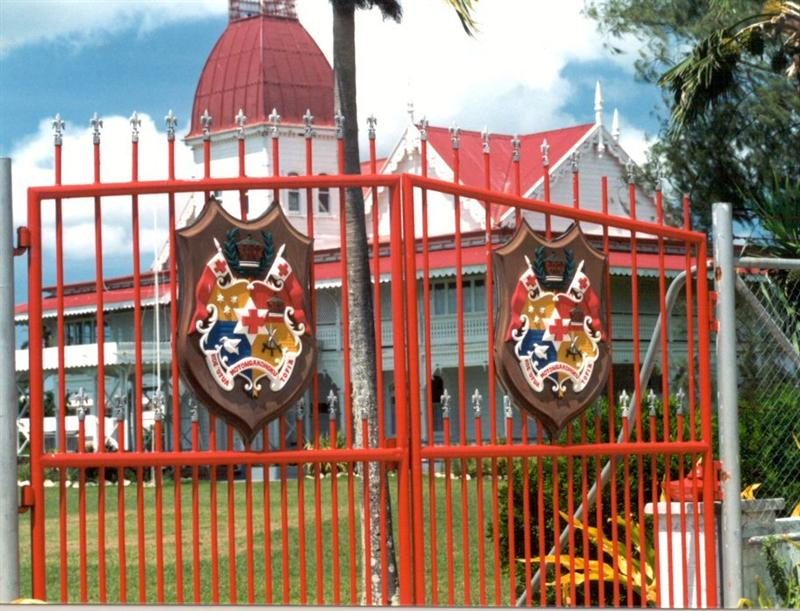
القصر الملكي في تونغا.

في منتصف عام 2003 أصدرت الحكومة تعديلاً دستورياً جذرياً بهدف «تنجنة» الصحافة من خلال الترخيص والحد من حرية الصحافة وذلك لحماية صورة النظام الملكي. دافعت الحكومة والملكيين عن هذا التعديل على أساس القيم الثقافية التقليدية. تشمل معايير التراخيص ملكية 80٪ من طرف تونغيين يعيشون في البلاد. اعتباراً من فبراير 2004، كانت الصحف التي لم تمنح الترخيص بموجب القانون الجديد تايمي أو تونغا (تونغا تايمز) وكيليآ وماتانغي تونغا، بينما تلك التي منحت الترخيص كانت إما مؤيدة للحكومة أو مدعومة من الكنيسة.
برزت المعارضة لمشروع القانون في شكل مسيرات احتجاج من عدة آلاف في العاصمة، كما طالب توي بيليهاكي (أمير ابن شقيق الملك وانتخب عضواً في البرلمان) أستراليا ودول أخرى للضغط على حكومة تونغا لدمقرطة النظام الانتخابي واستصدار أمر قانوني يدعو إلى إجراء تحقيق قضائي في مشروع القانون. أيد هذا الأخير نحو 160 توقيع من بينهم سبعة من التسعة المنتخبين من «ممثلي الشعب».
حافظ ولي العهد السابق والعاهل الحالي توبوتوآ وبيلوليفو الأميرة الملكية على صمتهما بشكل عام حول هذه القضية. في المجموع هددت تلك التغييرات بزعزعة استقرار نظام الحكم ودعم الوضع الراهن والضغط على مكانة الملكية.
في عام 2005، دارت مفاوضات بين الحكومة وعمال الخدمة المدنية المضربين لعدة أسابيع قبل التوصل إلى تسوية. لم تقتصر الاضطرابات الأهلية التي تلت ذلك على تونغا فقط؛ بل إن الاحتجاجات خارج مقر إقامة الملك في نيوزيلندا تصدرت عناوين الصحف. قامت لجنة دستورية في (2005-2006) بدراسة مقترحات لتحديث الدستور.
استقال رئيس الوزراء الأمير آهوإيتو أونوواكيأ وتونغا توكوآهو (لافاكا آتا أولوكالالا) فجأة يوم 11 فبراير 2006، كما تخلى عن جميع مناصبه الحكومية الأخرى. حل مكانه وزير العمل المنتخب الدكتور فيليتي سيفيلي ليسد الفراغ الناجم.
في 5 يوليو 2006 تسبب سائق في مينلو بارك في كاليفورنيا في وفاة الأمير توإيبيليهاكي أولوفالو وزوجته وسائقهما. كان توإيبيليهاكي (55 عاماً) رئيساً مشتركاً للجنة الإصلاح الدستوري وابن أخ غير شقيق للملك.
توقع الشعب التونغي بعض التغييرات عندما تولى الملك سياوسي توبو الخامس (لاحقاً الملك جورج توبو الخامس) الملك خلفاً لوالده في سبتمبر 2006. في 16 نوفمبر 2006، اندلعت أعمال شغب في العاصمة نوكوالوفا عندما بدا أن البرلمان سينعقد في ذاك العام دون إجراء أي تقدم في الوضع الديمقراطي في للحكومة. قام النشطاء المؤيدون للديمقراطية بحرق ونهب المحلات التجارية والمكاتب والمباني الحكومية. نتيجة لذلك تم تدمير أكثر من 60% من منطقة وسط المدينة ومقتل ما يصل إلى 6 أشخاص.
في 29 يوليو 2008 أعلن القصر الملكي أن الملك جورج توبو الخامس سيتخلى عن الكثير من قوته وسيسلم دوره في الشؤون الحكومية لرئيس الوزراء. بينما صرح أمير الديوان الملكي أن ذلك إعداد للملكية لعام 2010 عندما سيتم انتخاب أول برلمان وأضاف: «أن عاهل المملكة البولينيزية الوحيدة... يتخلى طوعاً عن سلطاته لتلبية التطلعات الديمقراطية للعديدين من أبناء شعبه». في الأسبوع السابق قالت الحكومة أن الملك أنهى بيع ملكيته لأصول الدولة والتي ساهمت في الكثير من ثروة العائلة المالكة.

## التقسيم الإداري

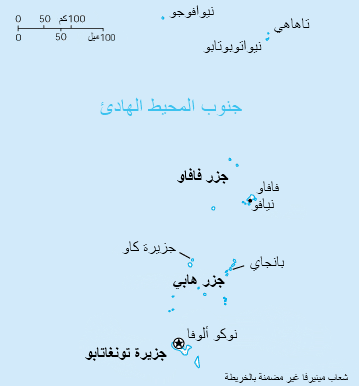
خريطة تونغا

الدولة الجزيرية مملكة تونغا تقسم إلى خمسة أقسام (Division ) في المستوى الإداري الأول. وفي المستوى الثاني تنقسم هذه الأقسام إلى ضواحي (District).
| القسم               | الضواحي |
| ------------------- | ------- |
| قسم تونغاتابو       |         |
| ضاحية كولوفو أوو    |         |
| ضاحية كولوموتوا     |         |
| ضاحية فايني         |         |
| ضاحية تاتاكاموتونغا |         |
| ضاحية لاباها        |         |
| ضاحية نوكونوكو      |         |
| ضاحية كولوفاي       |         |
| قسم فافايو          |         |
| ضاحية نيافو         |         |
| ضاحية بانغايموتو    |         |
| ضاحية هاهاك         |         |
| ضاحية ليمواتوا      |         |
| ضاحية هيهيفو        |         |
| ضاحية موتو          |         |
| ضاحية أوفو          |         |
| قسم هاباي           |         |
| ضاحية بانجاي        |         |
| ضاحية فوا           |         |
| ضاحية لولونغا       |         |
| ضاحية موأوموا       |         |
| ضاحية هانو          |         |
| ضاحية أيويها        |         |
| قسم إيوا            |         |
| ضاحية إيوا موتوا    |         |
| ضاحية إيوا فوأوو    |         |
| قسم نيواس           |         |
| ضاحية نيوا توبوتابو |         |
| ضاحية نيوا فوأوو    |         |

## الجغرافيا والمناخ
تقسم تونغا إدارياً إلى خمسة أقسام هي: إيوا وهاباي ونيواس وتونغاتابو وفافاو.
المناخ في تونغا مداري ذو فصلين هما الصيف والشتاء. تهطل أغلب الأمطار بين فبراير وأبريل. يدوم موسم الأعاصير الاستوائية بين نوفمبر إلى أبريل.
| البيانات المناخية لـ{{{location}}} | البيانات المناخية لـ{{{location}}} | البيانات المناخية لـ{{{location}}} | البيانات المناخية لـ{{{location}}} | البيانات المناخية لـ{{{location}}} | البيانات المناخية لـ{{{location}}} | البيانات المناخية لـ{{{location}}} | البيانات المناخية لـ{{{location}}} | البيانات المناخية لـ{{{location}}} | البيانات المناخية لـ{{{location}}} | البيانات المناخية لـ{{{location}}} | البيانات المناخية لـ{{{location}}} | البيانات المناخية لـ{{{location}}} | البيانات المناخية لـ{{{location}}} |
| الشهر                              | يناير                              | فبراير                             | مارس                               | أبريل                              | مايو                               | يونيو                              | يوليو                              | أغسطس                              | سبتمبر                             | أكتوبر                             | نوفمبر                             | ديسمبر                             | المعدل السنوي                      |
| ---------------------------------- | ---------------------------------- | ---------------------------------- | ---------------------------------- | ---------------------------------- | ---------------------------------- | ---------------------------------- | ---------------------------------- | ---------------------------------- | ---------------------------------- | ---------------------------------- | ---------------------------------- | ---------------------------------- | ---------------------------------- |
| الدرجة القصوى °م (°ف)              | 32 (90)                            | 32 (90)                            | 31 (88)                            | 30 (86)                            | 30 (86)                            | 28 (82)                            | 28 (82)                            | 28 (82)                            | 28 (82)                            | 29 (84)                            | 30 (86)                            | 31 (88)                            | 32 (90)                            |
| متوسط درجة الحرارة الكبرى °م (°ف)  | 28 (82)                            | 29 (84)                            | 28 (82)                            | 27 (81)                            | 26 (79)                            | 25 (77)                            | 25 (77)                            | 24 (75)                            | 25 (77)                            | 25 (77)                            | 27 (81)                            | 27 (81)                            | 26 (79)                            |
| المتوسط اليومي °م (°ف)             | 25 (77)                            | 25 (77)                            | 25 (77)                            | 24 (75)                            | 23 (73)                            | 21 (70)                            | 21 (70)                            | 21 (70)                            | 21 (70)                            | 22 (72)                            | 23 (73)                            | 23 (73)                            | 23 (73)                            |
| متوسط درجة الحرارة الصغرى °م (°ف)  | 22 (72)                            | 22 (72)                            | 22 (72)                            | 21 (70)                            | 20 (68)                            | 18 (64)                            | 17 (63)                            | 18 (64)                            | 17 (63)                            | 19 (66)                            | 20 (68)                            | 20 (68)                            | 20 (68)                            |
| أدنى درجة حرارة °م (°ف)            | 16 (61)                            | 17 (63)                            | 15 (59)                            | 15 (59)                            | 13 (55)                            | 11 (52)                            | 10 (50)                            | 11 (52)                            | 11 (52)                            | 12 (54)                            | 13 (55)                            | 16 (61)                            | 10 (50)                            |
| معدل هطول الأمطار مم (إنش)         | 130 (5.1)                          | 190 (7.5)                          | 210 (8.3)                          | 120 (4.7)                          | 130 (5.1)                          | 100 (3.9)                          | 100 (3.9)                          | 130 (5.1)                          | 110 (4.3)                          | 90 (3.5)                           | 100 (3.9)                          | 120 (4.7)                          | 1٬530 (60)                         |
| متوسط الأيام الممطرة               | 11                                 | 13                                 | 14                                 | 12                                 | 12                                 | 10                                 | 10                                 | 12                                 | 10                                 | 10                                 | 10                                 | 10                                 | 134                                |
| متوسط الرطوبة النسبية (%)          | 77                                 | 78                                 | 79                                 | 76                                 | 78                                 | 77                                 | 75                                 | 75                                 | 74                                 | 74                                 | 73                                 | 75                                 | 76                                 |
| المصدر: قاعدة المناخ               |                                    |                                    |                                    |                                    |                                    |                                    |                                    |                                    |                                    |                                    |                                    |                                    |                                    |

## الاقتصاد

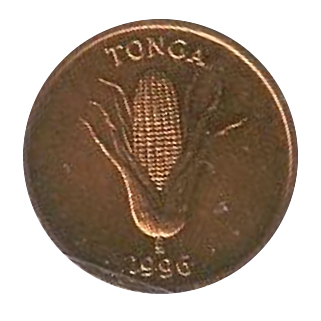
قطعة نقدية تونغية من فئة 1 سنت

يتميز اقتصاد تونغا بالقطاع كبير غير النقدي وشدة الاعتماد على التحويلات المالية من نصف سكان البلاد المغتربين (خصوصاً في أستراليا ونيوزيلندا والولايات المتحدة). تهيمن العائلة المالكة والنبلاء إلى حد كبير على القطاع النقدي في الاقتصاد وبخاصة خدمات الاتصالات السلكية واللاسلكية والأقمار الصناعية. صنفت تونغا الدولة السادسة الأكثر فساداً في العالم من قبل مجلة فوربس في عام 2008. يهيمن على الكثير من الأعمال الصغيرة والمؤسسات ولا سيما في تجارة التجزئة في تونغاتابو المهاجرون الصينيون الذين وصلوا مؤخراً في إطار برنامج شراء جوازات السفر والذي انتهى في عام 1998.
يتألف قطاع الصناعات التحويلية من الحرف اليدوية وعدد قليل آخر من الصناعات الصغيرة جداً وكلها تسهم فقط في حوالي 3 ٪ من الناتج المحلي الإجمالي. أنشطة الأعمال التجارية أيضا غير واضحة وتهيمن عليها إلى حد كبير الشركات التجارية الكبرى التي تهيمن في أنحاء جنوب المحيط الهادئ. في سبتمبر 1974، افتتح أول بنك تداول تجاري في البلاد وهو بنك تونغا. لا توجد قوانين براءات اختراع في تونغا.
يعتمد سكان الريف في تزنغا على مزارعهم وزراعة الكفاف. المحاصيل النقدية الأساسية هي جوز الهند والفانيليا والموز والبن والمحاصيل الجذرية مثل البطاطا والقلقاس والكسافا. في وقت مضى، كانت صناعة تجفيف جوز الهند إلى لب جوز الهند المجفف وجوز الهند المجفف (كوبرا) من الصناعات الكبيرة لكن تدهور أسعارها في السوق العالمية جلب هذه الصناعة الحيوية إلى طريق مسدود تماماً كما هو الحال في جميع أنحاء الدول الجزرية في جنوب المحيط الهادئ. بالإضافة إلى ذلك، فإن النظام الإقطاعي في ملكية الأرض لا يحفز المزارعين على الاستثمار في زراعة المحاصيل الشجرية ذات المدى الطويل على أرض لا يملكونها. الخنازير والدواجن هي الأنواع الرئيسية من الثروة الحيوانية. يتم الاحتفاظ الخيول لأغراض عملية وفي المقام الأول من قبل المزارعين في عمليهم على آبي أوتا (أراضي الشجيرات). تزداد تربية الماشية وواردات لحوم البقر في تراجع. جلب تصدير الاسكواش إلى اليابان إغاثة إلى الاقتصاد المتعثر لكن في الآونة الأخيرة يقلق المزارعون المحليون بشكل متزايد من هذه السوق نظراً لتقلبات الأسعار ناهيك عن المخاطر المالية الهائلة المتضمنة.
تؤكد خطط التنمية افي تونغا على القطاع الخاص المتنامي ورفع الإنتاجية الزراعية وتنشيط صناعات الاسكواش والفانيليا وتطوير السياحة وتحسين الاتصالات في الجزيرة وأنظمة النقل. أحرزت البلاد تقدماً كبيراً ولكن لا يزال هناك الكثير من العمل الذي يتعين القيام به. قطاع البناء صغير ولكنه متزايد بسبب تدفق أموال المساعدات والتحويلات المالية من المغتربين. تقديراً لتلك المساهمات الكبرى أنشأت الحكومة التونغية الحالية إدارة جديدة ضمن مكتب رئيس الوزراء غرضها الوحيد تلبية احتياجات أهالي تونغا الذين يعيشون في الخارج. علاوة على ذلك، في عام 2007 عدل برلمان تونغا قوانين الجنسية بما يسمح للتونغيين بحمل الجنسية المزدوجة.
تبذل جهود لاكتشاف طرق لتنويع الاقتصاد. يكمن أحد الآمال في مصائد الأسماك حيث أظهرت الاختبارات أنه تمر أعداد كافية من التونة الوثابة عبر المياه التونغية بحيث تدعم صناعة صيد الأسماك. من الأنشطة الأخرى المحتملة استغلال الغابات التي تغطي 35 ٪ من مساحة الأراضي في المملكة لكنها آخذة في التناقص بسبب إزالة الغابات. كما يمكن أن توفر أشجار جوز الهند التي تجاوزت ذروة إنتاجها مصدراً محتملاً للأخشاب.
صناعة السياحة غير متطورة نسبياً ومع ذلك تعترف الحكومة بأن السياحة يمكن أن تلعب دوراً رئيسياً في التنمية الاقتصادية وتبذل الجهود لزيادة مصدر الدخل. تقوم العديد من السفن السياحية في كثير من الأحيان بالاستراحة في فافاو.
تعرف فافاو بمواقبة الحيتان ولعبة الصيد وركوب الأمواج وبشواطئها وأصبحت على نحو متزايد لاعباً رئيسياً في سوق السياحة في جنوب المحيط الهادئ.
تتميز الطوابع البريدية التونغية بتصاميم ملونة غير عادية (بما في ذلك الطوابع على شكل قلب وعلى شكل موزة) وتحظى بشعبية لدى هواة الطوابع في جميع أنحاء العالم.
في 2005 أصبحت البلاد مؤهلة لعضوية منظمة التجارة العالمية. لكن في 25 يوليو 2006 أعلن أن تونغا أرجأت عضويتها في منظمة التجارة العالمية حتى يوليو من العام التالي وفقاً لرئيس وزراء تونغا الدكتور فيليتي سيفيلي. حيث قال أن التأخير لا يعني أن تونغا سحبت طلب عضويتها في منظمة التجارة العالمية ولكن لإعطاء المزيد من الوقت لتونغا لتحسين نظام التعرفة الجمركية.
غرفة تونغا للتجارة والصناعة والتي تأسست في عام 1996 تسعى لتمثيل مصالح أعضائها وشركات القطاع الخاص وتعزيز النمو الاقتصادي في المملكة.

### الطاقة
بدأت تونغا تنفيذ سياسات مصممة خصيصاً لتوفير الطاقة لجزرها النائية بطريقة مستدامة دون اللجوء إلى تمديدات الشبكات المكلفة. يفتقر عدد من الجزر في المملكة إلى إمدادات الكهرباء الأساسية. أما الإمدادات الكهربائية فتعتمد على الديزل المستورد. في عام 2009، ذهب 19 ٪ من الناتج المحلي الإجمالي التونغي لشراء الديزل الذي شكل 25 ٪ من وارداتها.
نظراً لانخفاض الاعتماد على الوقود الأحفوري لتوليد الكهرباء والتكاليف المتزايدة والآثار البيئية السلبية الجانبية فقد اجتذبت حلول الطاقة المتجددة اهتمام الحكومة. رسمت تونغا إستراتيجية طاقة متجددة بالمشاركة مع إيرينا لتوفير الطاقة للجزر الرئيسية والخارجية على حد سواء. تركز الإستراتيجية على أنظمة الطاقة الشمسية المنزلية التي تحول الأسر الفردية إلى محطات توليد كهرباء صغيرة. بالإضافة إلى ذلك تدعو إلى إشراك الشركات المحلية والمؤسسات المالية والفنيين لتقديم نماذج أعمال تجارية مستدامة، وكذلك استراتيجيات فعالة لضمان التشغيل والإدارة والصيانة حالما يتم تثبيت هذه النظم.
بمساعدة من إيرينا، وضعت تونغا خارطة طريق طاقة تونغا 2010-2020 والتي تهدف إلى خفض استيراد 50 ٪ من الديزل. وسيتحقق ذلك من خلال مجموعة من تكنولوجيات الطاقة المتجددة الملائمة بما فيها الرياح والطاقة الشمسية فضلا عن الكفاءات المبتكرة.

## التركيبة السكانية

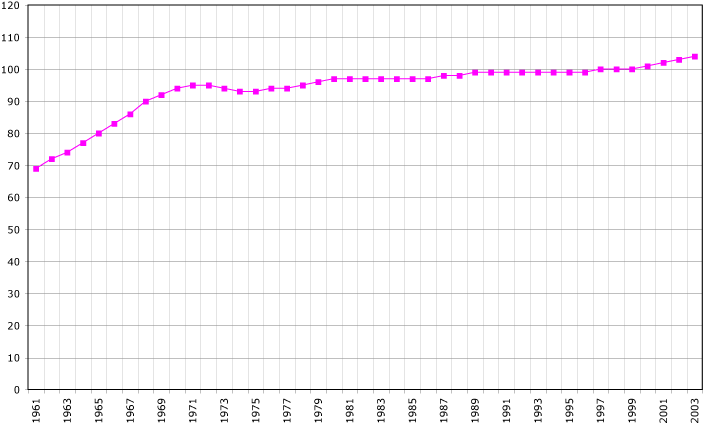
التركيبة السكانية لتونغا، البيانات صادرة عن الفاو من عام 2005 حيث تعداد السكان بالآلاف.

يعيش أكثر من 70 ٪ من سكان تونغا الذين عددهم 101,991 على الجزيرة الرئيسية تونغاتابو. على الرغم من انتقال العديدين إلى المركز الحضري والتجاري الوحيد في تونغا -نوكوالوفا- حيث اندمجت أنماط الحياة الأوروبية بنظيرتها المحلية، إلا أن علاقات القرابة لا تزال مهمة في جميع أنحاء البلاد.
يمثل التونغيون وهم بولينيزيون عرقياً مع مزيج ميلانيزي صغير جداً أكثر من 98 ٪ من السكان. أما من تبقى فهم من الأوروبيين (غالبيتهم من البريطانيين) والأوروبيين المختلطين وغيرهم من جزر المحيط الهادئ. كان هناك ما يقرب من 3000 أو 4000 صيني في تونغا في عام 2001 وبالتالي شكلوا نحو 3 أو 4 ٪ من مجموع سكان تونغا. في عام 2006، استهدفت أعمال الشغب في نوكوالوفا أساساً الشركات المملوكة للصينيين مما أدى إلى هجرة المئات منهم.
التعليم الابتدائي لمن تتراوح أعمارهم بين 6 و 14 إلزامي ومجاني في المدارس الحكومية. توفر مدارس البعثات حوالي 8 ٪ من المرحلة الابتدائية و 90 ٪ من المرحلة الثانوية. بينما تعوض مدارس الدولة ما تبقى. يشمل التعليم العالي تدريب المعلمين والتمريض والتدريب الطبي وجامعة خاصة صغيرة وكلية المرأة للأعمال التجارية وعدد من المدارس الزراعية الخاصة. يقصد أغلب التعليم العالي خارج البلاد.
اللغة التونغية هي اللغة الرسمية للجزر جنباً إلى جنب مع اللغة الإنجليزية. اللغة التونغية من اللغات البولينيزية وترتبط ارتباطاً وثيقاً بالواليسية والنيوية الهاوانية والساموية.
يعتبر أن 90% من سكان البلاد يعانون من زيادة الوزن مع أكثر من 60% يعانون من السمنة المفرطة. تعاني 70% من النساء التونغيات الذين تتراوح أعمارهم بين 15-85 من السمنة المفرطة. تمتلك تونغا وجارتها ناورو النسبة الأعلى لعدد السكان الذين يعانون من السمنة المفرطة.

## الدين
تتأثر الحياة اليومية بشكل كبير بالتقاليد البولينيزية وخاصة بالإيمان المسيحي؛ على سبيل المثال، فإن جميع الأنشطة التجارية والترفيهية توقف من منتصف ليلة السبت حتى منتصف ليل الأحد وينص الدستور على أن يكون يوم السبت مقدساً إلى الأبد. اعتباراً من عام 2006 فإن أغلب أهالي تونغا يتبعون الميثودية  مع أقلية كاثوليكية وعدد من أعضاء كنيسة يسوع المسيح لقديسي الأيام الأخيرة. تظهر الأرقام الرسمية من آخر تعداد حكومي في عام 2006  أربعة انتماءات كنسية رئيسية في المملكة وهي كالتالي:
- الويسليون الأحرار (الميثوديون) (38,052 أو 37٪).
- كنيسة قديسي الأيام الأخيرة (المورمون) (17,109 أو 17٪)
- الروم الكاثوليك (15,992 أو 16٪)
- كنيسة تونغا الحرة (11,599 أو 11٪)

## الثقافة والشتات

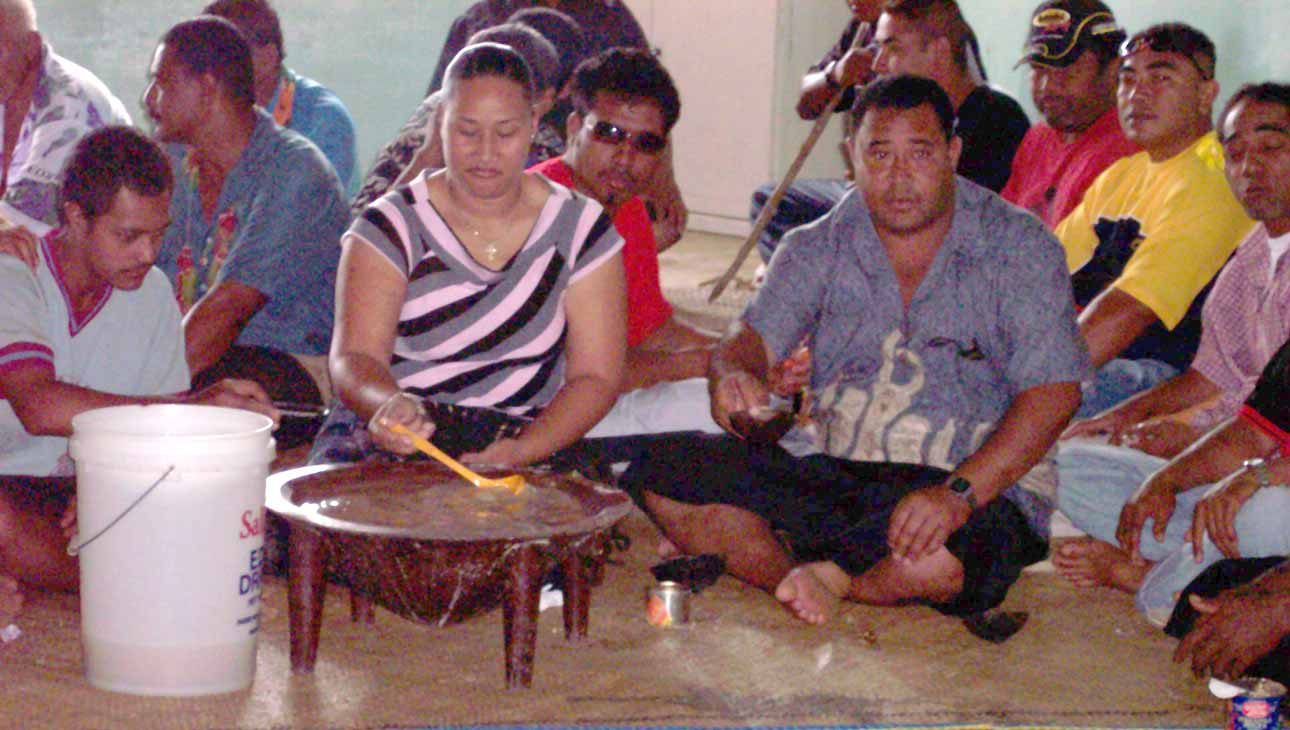
ثقافة الكافا

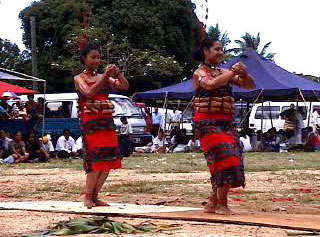
بداية رقصة تاولونغا التونغية.

عاش البشر في تونغا لما يقرب من 3000 سنة وذلك منذ الاستيطان في أواخر عصر لابيتا. تبدلت ثقافة سكانها كثيراً خلال هذه الفترة الطويلة من الوقت. قبل وصول المستكشفين الأوروبيين في أواخر القرن السابع عشر وأوائل القرن الثامن عشر، كان لأهالي تونغا اتصالات متكررة مع جيرانهم الأقرب في فيجي ونيوي. في القرن التاسع عشر ومع وصول المبشرين والتجار الغربيين، تغيرت ثقافة تونغا بشكل كبير. تجاهل الناس بعض المعتقدات والعادات القديمة واعتمدوا غيرها. تواجه الآن بعض التسويات المقدمة في القرن التاسع عشر وأوائل القرن العشرين منافسة بسبب التبدل في الحضارة الغربية.
يرتبط التونغيون المعاصرون بعلاقات قوية مع الأراضي عبر البحار. يوجد العديدون من المغتربين ممن هاجروا إلى أستراليا ونيوزيلندا والولايات المتحدة للبحث عن عمل وتحسين مستوى المعيشة. من المدن الأمريكية ذات الأعداد الكبيرة من التونغيين سياتل وبورتلاند وأنكوراج وغيرها. تعيش مجتمعات تونغية كبيرة أيضاً في توتويلا في ساموا الأمريكية وفي أوكلاند (نيوزيلندا) وملبورن وسيدني (أستراليا). يحتفظ الشتات التونغي بعلاقات وثيقة مع أقارب في البلاد ويستمد جزء كبير من الدخل التونغي من التحويلات المالية لأفراد الأسرة (المسنون غالباً) والذين يفضلون البقاء في تونغا.

## الرياضة
اتحاد الرجبي هي الرياضة الوطنية في تونغا، حيث كان أداء المنتخب الوطني (إيكالي تاهي أو نسور البحر) جيداً على الساحة الدولية. نافست تونغا في خمس نهائيات كأس العالم للرجبي منذ عام 1987. كانت كأس العالم للرجبي 2007 الأكثر نجاحاً حتى الآن، حيث فازت تونغا في مباراتها الأوليتان ضد الولايات المتحدة الأمريكية 25-15 وساموا 19-15، وجاءت قريبة جداً من أداء الفائزين بالبطولة 2007 جنوب أفريقيا وخسرت 30-25 في نهاية المطاف. انهت خسارتهم لانكلترا 36-20 في المباراة الأخيرة آخر آمال الفريق في الوصول إلى مرحلة خروج المغلوب. في الواقع، وعن طريق الحصول على المركز الثالث خلف جنوب أفريقيا وانكلترا، ضمنت تونغا التأهل المباشر لنهائيات كأس العالم للرجبي 2011 في نيوزيلندا.
جاءت أفضل نتيجة لتونغا قبل 2007 في 1995، عندما تغلبت على ساحل العاج 29-11 وعام 1999 عندما فازت على إيطاليا 28-25 (على الرغم من أنهم خسروا بـ 14 لاعباً فقط ضد انكلترا 10-101). ينفذ لاعبو تونغا «سيبي تاو» (رقصة الحرب) قبل مبارياتهم. نافست تونغا في ثلاثي أمم المحيط الهادئ ضد ساموا وفيجي، تلك البطولة التي استبدلت ببطولة الرجبي للأمم الستة بما فيها اليابان والسلسلة الثانية أول بلاكس (نيوزيلندا) والوالابيز (أستراليا) على الرغم من أنه في نسخة 2008 استبدل أول بلاكس بماوري أول بلاكس. تساهم تونغا في منتخب جزر المحيط الهادئ لاتحاد الركبي. كما تحظى اللعبة بشعبية في مدارس حيث يحصل الطلاب على منح دراسية رياضية بشكل منتظم من نيوزيلندا وأستراليا واليابان.
اكتسبت لعبة دوري الرغبي أيضاً بعض النجاح في تونغا. حققت تونغا انتصارات في كأس العالم لدوري الرجبي 2008 ضد أيرلندا واسكتلندا. بالإضافة إلى نجاح المنتخب الوطني فإن العديد من اللاعبين من أصل تونغي يلعبون في المسابقة الوطنية الأسترالية لدوري الرجبي. بالتالي حقق بعض لاعبو دوري الرجبي التونغيين النجاح دوري السوبر البريطاني.
فاز الملاكم التونغي بايا وللإغرام بالميدالية الفضية من فئة الوزن الثقيل السوبر (>91 كلغ) في دورة الألعاب الأولمبية الصيفية 1996 في أتلانتا. لا يزال حتى الآن اللاعب الوحيد الذي فاز بميدالية أولمبية من أمة جزيرة في جنوب المحيط الهادئ خارج أستراليا ونيوزيلندا.
تشتهر النساء التونغيات بكونهن مشعوذات ماهرات.
كما قدم العديدون من المواطنين الأميركيين من أصول تونغية عروضاً ناجحة في كرة القدم الأمريكية.